# Paroxysmal takykardi
Paroxysmal takykardi förkortas PSVT (paroxysmal supraventrikulär takykardi). PSVT är en hjärtarytmi som kännetecknas av snabb hjärtrytm som uppkommer plötsligt. Tillståndet är vanligare hos äldre människor. Det viktigaste symptomet är hjärtklappning som kan vara förenad med ångest. Diagnos kan sättas genom EKG.
Ofta krävs ingen behandling, då tillståndet kan vara snabbt övergående och ofarligt, om det kvarstår under en längre tid kan det orsaka försämrad hjärtfunktion. I svårare fall behandlas PSVT med så kallade betablockerare eller i vissa fall kalciumflödeshämmare, t.ex. Verapamil och Adenosin. På senare tid har även s.k. RF-ablation blivit ett alternativ. Med hjälp av en kateter införd via ljumsken bränns den felaktiga strukturen i hjärtmuskeln bort och symptomen försvinner därefter. Ingen farmakologisk behandling erfordras efter detta ingrepp. I vissa speciella fall kan ett behandlingsalternativ vara pacemaker. 
När en attack startar ökar pulsen kraftigt upp till runt 200 slag per minut. Detta sker plötsligt utan andra symtom. När hjärtat återgår till vanligt rytm är även detta plötsligt och utan förvarning, ofta även med att hoppa över något slag.
Hjärtkammaren är skyddad (till viss del) från alltför höga pulser genom en port som bara tillåter en viss del av impulserna att komma igenom. Vid tillståndet Wolff-Parkinson-White syndrom undviker pulsen denna port och överförs direkt till kamrarna. Det är det som kan upptäckas på EKG.
Vid automatiska typer av SVT som t.ex. förmakstakykardi finns det en mer gradvis ökning och sänkning av hjärtfrekvensen. Detta beror på att delar i hjärtat skapar sina egna elektriska signaler.

## Tecken och symtom
Tillståndet kan uppstå plötsligt och kan gå över utan behandling. Stress, träning och känslor kan leda till en normal eller fysiologisk ökning av hjärtfrekvensen. Attacken kan pågå från några minuter till en eller två dagar, ibland, även om det är sällsynt, kvarstå tills behandling skett. Den snabba hjärtfrekvensen gör att blodcirkulationen försämras. Följande symtom är typiska när vid en hjärtrytm på 150-270 eller högre:
- Palpitation
- Dyspné
- Kärlkramp
- Takypné
- Yrsel
- Svimning (Endast i de allvarligaste fallen.)